# Šljivovac (Malo Crniće)
Šljivovac (em cirílico:Шљивовац) é uma vila da Sérvia localizada no município de Malo Crniće, pertencente ao distrito de Braničevo, na região de Stig. A sua população era de 123 habitantes segundo o censo de 2002.

## Demografia
| 1948 | 1953 | 1961 | 1971 | 1981 | 1991 | 2002 |
| ---- | ---- | ---- | ---- | ---- | ---- | ---- |
| 286  | 278  | 260  | 248  | 251  | 214  | 123  |